# 大紋

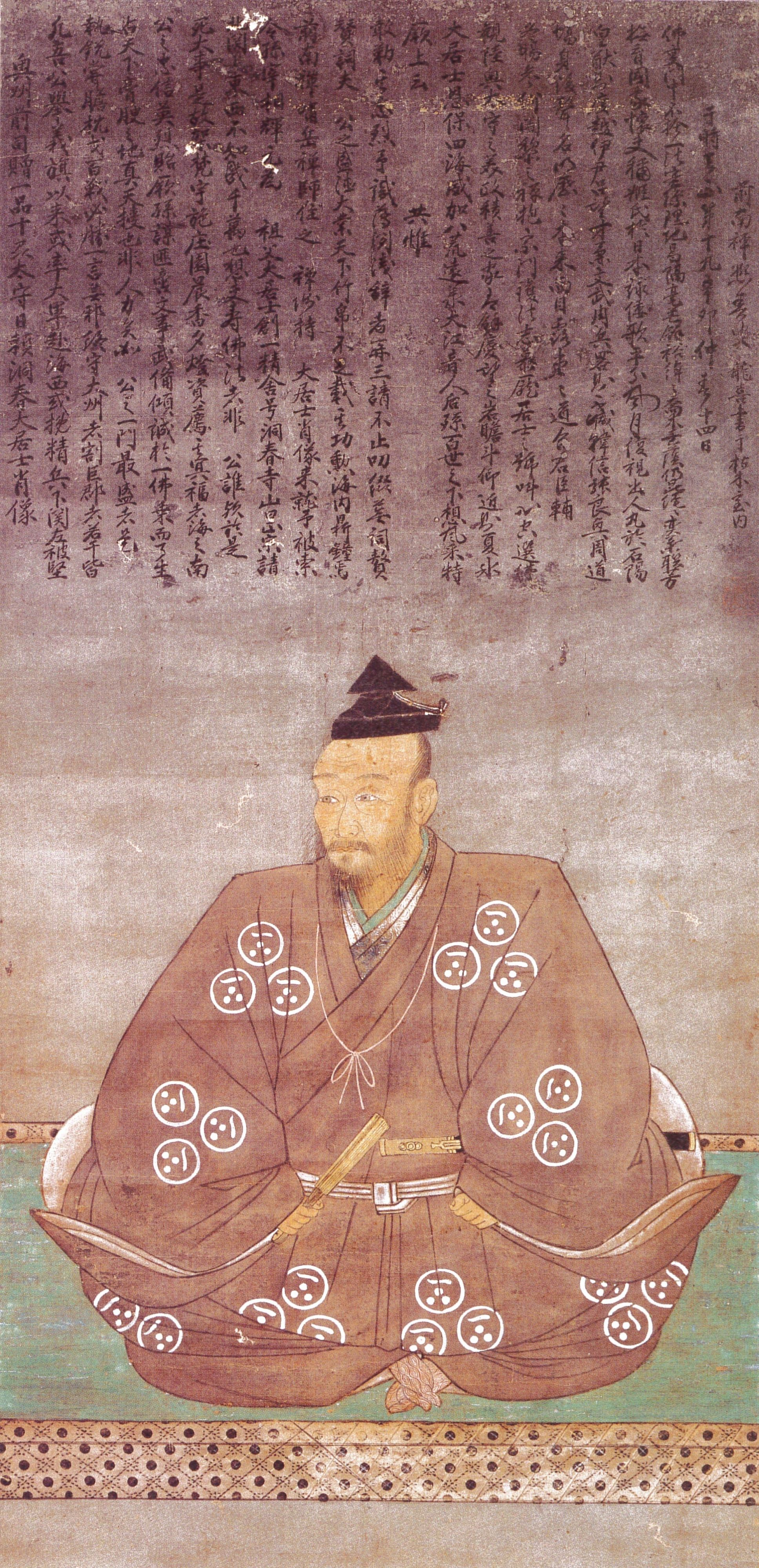
毛利元就像 1591年（天正19年）竜喜賛（毛利博物館蔵）
戦国時代の大紋の着用例。袴の腰が白である点で素襖と区別される。

大紋（だいもん）は、日本の着物の一種で男性用。

## 歴史
鎌倉時代頃から直垂に大きな文様を入れることが流行り、室町時代に入ってからは直垂と区別して大紋と呼ばれるようになった。室町時代後期には紋を定位置に配し生地は麻として直垂に次ぐ礼装とされた。
江戸時代になると、江戸幕府により「五位以上の武家の礼装」と定められた。当時、一般の大名当主は五位に叙せられる慣例となっていたから、つまり大紋は大名の礼服となったのである。このころの大紋は上下同じ生地から調製されるが、袴は引きずるほど長くなり、大きめの家紋を背中と両胸、袖の後ろ側、袴の尻の部分、小さめの家紋を袴の前側に2カ所、合計10カ所に染め抜いた点が直垂や素襖との大きな違いである。
現代では、礼装として用いられることはなく、もっぱら歌舞伎や時代劇の舞台衣装としてのみ存在している。「勧進帳」では富樫泰家が、「忠臣蔵」の「松の廊下」の場面では浅野長矩が着用している姿を見ることができる(この場合、胸紐や菊綴が素襖のように革製であることが多い)。